# ريتشارد جيروم
ريتشارد جيروم (4 أبريل 1968 - )  (بالإنجليزية: Richard Jerome)‏ هو لاعب كريكت بريطاني.